# Jardiner de Newton
El jardiner de Newton (Prionodura newtoniana) és una espècie d'ocell de la família dels ptilonorínquids (Ptilonorhynchidae) i única espècie del gènere Prionodura. Habita la selva humida de les muntanyes del nord-est de Queensland, en Austràlia.